# Mawsynram

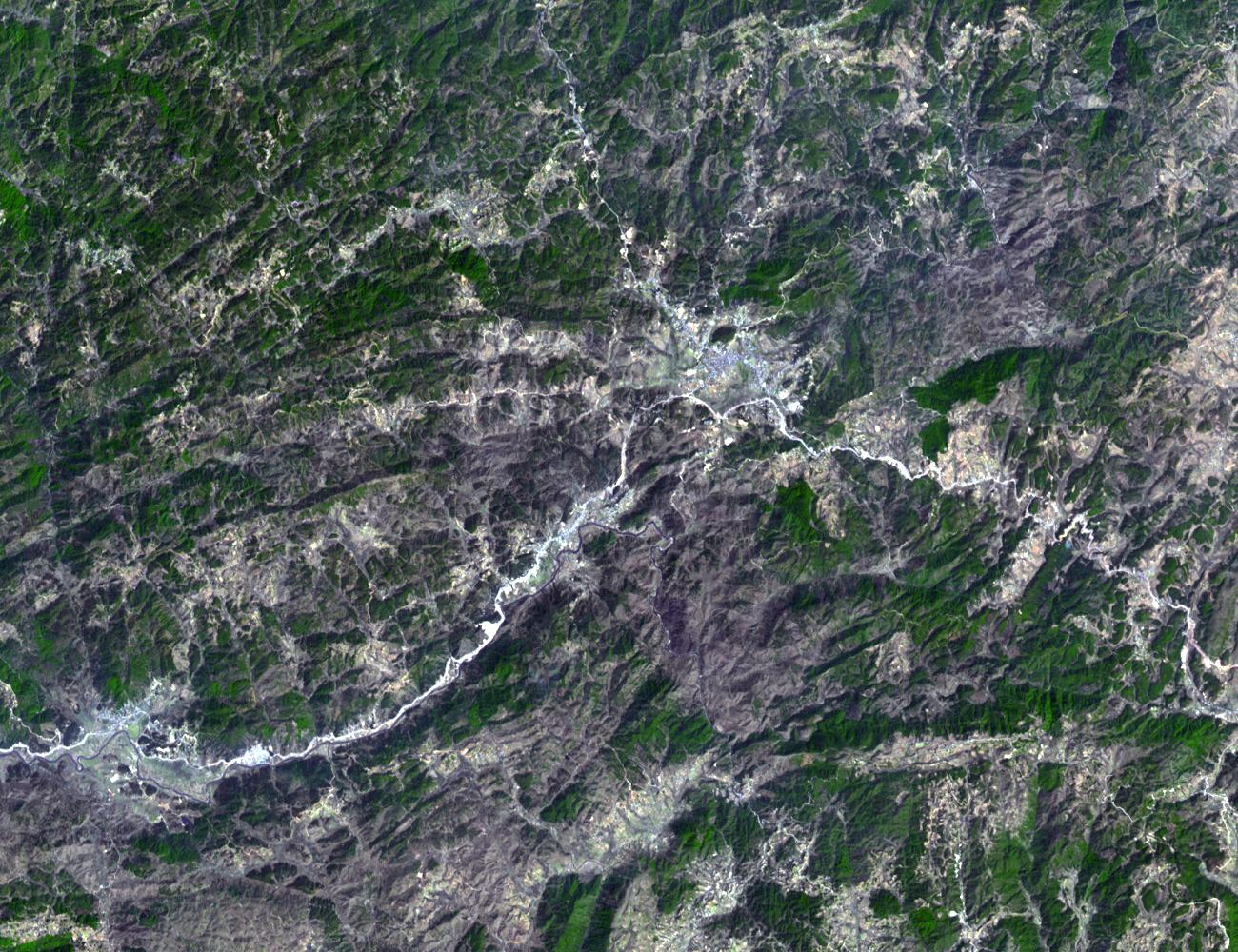
Imatge de la població índia.

Mawsynram és un poble de les muntanyes Khasi a Meghalaya a 56 km de Shillong un dels més humits de la terra. Segons el Guinness Book of World Records va tenir una precipitació de 26.000 mm el 1985, rècord mundial absolut si bé no hi ha cap estació meteorològica a la zona i, per tant, Mount Waialeale a Hawaii resta com el lloc més humit del món entre els llocs controlats i en tot cas amb la pluja distribuïda al llarg de l'any equilibradament. Està situat a 25° 18′ N, 91° 35′ E / 25.300°N,91.583°E i a 1400 metres d'altura; Cherrapunji està a entre 10 i 15 km a l'oest. Mawsynram seria el lloc de major precipitació anual basat en les mesures agafades els darrers anys; la mitjana és de 12 m anuals i la major part concentrats al temps del monsó.
Comparativa entre Cherrapunji i Mawsynram:
| Any  | Cherrapunji, pluja (mm) | Mawsynram, pluja (mm) |
| ---- | ----------------------- | --------------------- |
| 2002 | 12.262                  | 11.300                |
| 2001 | 9.071                   | 10.765                |
| 2000 | 11.221                  | 13.561                |
| 1999 | 12.503                  | 13.444                |
| 1998 | 14.536                  | 16.090                |

Font: The Tribune, Chandigarh, agost del 2003.
A la vora del poble hi ha la cova de Mawjymbuin dins la qual una estalagmita en forma de lingam de Xiva.